# Vecsem-forrásbarlang
A Vecsem-forrásbarlang Magyarország megkülönböztetetten védett barlangjai között van. Az Aggteleki Nemzeti Parkban található. A barlang az Aggteleki-karszt és a Szlovák-karszt többi barlangjával együtt 1995 óta a világörökség része.

## Leírás
Bódvaszilas központjától ÉK-re 1,6 km-re, Komjáti külterületén, az Alsó-hegy oldalában, a hegy lábánál fakadó Vecsem-forrás mögött, a Vecsem árvízi forrásszáj alatt, az árvízi forrásszájtól K-re 15 m-re, kb. 185 m tengerszint feletti magasságban, erdőben, hegylábi törmelékben, sziklakibúvásban van a Vecsem-forrásbarlang bejárata. A barlang előtt található mederben egy bukógát látható. Könnyebb Bódvaszilasról megközelíteni a barlangot, mint Komjátiról. Turistatérképeken jelölve van a Vecsem-forrás helye a forrás nevének feltüntetésével. A barlangbejárat 70 cm széles, 1 m magas, bontott, szabálytalan alakú és vízszintes tengelyirányú.
Középső triász wettersteini és felső triász hallstatti mészkőben a kifolyó víz hatására jött létre az időszakosan aktív forrásbarlang. Hasadék jellegű és vízszintes jellegű. Jellemző szelvénytípusa a hasadék szelvény és a szabálytalan szelvény. Cseppkőbekérgezés figyelhető meg benne. Csak alacsony vízállásnál és kisvíznél járható be, mert magas vízállásnál már a bejáratban szifon található. A lezáratlan barlang engedély nélkül, barlangjáró alapfelszereléssel látogatható.
A barlangnak három, hidrológiai módszerrel kimutatott víznyelője van, a Kopaszgally-oldali 2. sz. víznyelőbarlang, a Meteor-barlang és a Pócsakői-víznyelő. A Kopaszgally-oldali 2. sz. víznyelőbarlang 2200 m-re és 225 m-rel feljebb helyezkedik el. A Meteor-barlang 1790 m-re, 237 m-rel magasabban található. A Pócsakői-víznyelő 2100 m-re van légvonalban. Komjáti két megkülönböztetetten védett barlangja közül az egyik, a másik a Betlehem-zsomboly.
1984-ben volt először Vecsem-forrásbarlangnak nevezve a barlang az irodalmában. Előfordul a barlang az irodalmában Vecsem-árvizi forrásszáj (Nyerges 1996), Vecsem-forrás árvízi forrásszája (Kordos 1984), Vecsem forrás árvízi forrásszája (Nyerges 2002), Vecsem forrás árvízi kitörési helyei (Nyerges 2002), Vecsem-forrás-barlang (Csernavölgyi, Hegedűs, Molnár 1977), Vecsem forrásbarlang (Vlk 2019), Vecsemforrás barlangja (Jánossy 1976) és Papkerti forrás ősi kitörési helye (Kordos 1984) neveken is.

## Kutatástörténet
Az 1961-ben napvilágot látott, Aggtelek és környéke című útikalauzban az olvasható, hogy az Alsó-hegy magyarországi oldalának legkiemelkedőbb csúcsa, a Vecsembükk tövében bukkan felszínre és nagyon ingadozó vízhozamú karsztforrás a Vecsem-forrás. Valószínűleg barlangrendszer található a forrás mögött a hegy mélyén. 1964 márciusában fluoreszceines vízfestéssel ki lett mutatva a Pócsakői-víznyelő és a Vecsem-forrás kapcsolata. A március 24-én megfestett víz 6 nap múlva jelent meg a forrásban. A Pócsakői-víznyelő és a forrás között kb. 2 km a távolság légvonalban.
1964 nyarán a Vörös Meteor Barlangkutató Csoportnak egy kutatótábora volt a Vecsem-forrásnál, ahol a kutatók az árvízi forrásszájig mélyítették a medret. 1968 tavaszán és nyarán a VMTE Toldi Barlangkutató Csoport nagy mennyiségű követ távolított el a Vecsem-forrás szája elől, hogy előkészítse a Meteor-barlang és a Vecsem-forrás közötti sok km-es barlangrendszer feltárását. 1970. augusztus 14-e és 1970. augusztus 28-a között a VMTE Vass Imre Barlangkutató Csoportnak és a VMTE Tektonik Barlangkutató Csoportnak volt egy kutatótábora. A tábornak az volt a célja, hogy kb. 25 m hosszú csillepályát építsenek, amely a Vecsem-forrás bontásához kellett.
1975. március 15-én, a forrás bontása közben, a talajból, 2,3 m mélyről Törő László gyűjtött állatmaradványokat (éticsiga, béka, egy pontosan nem meghatározott Lacerta faj, madár, denevér, foltos szalamandra, kígyó, mezei nyúl, borz) és üledékmintát, valamint egy belül mázas, kívül mázatlan, vékonyfalú cseréptöredéket. A minta Csernavölgyi László közvetítésével került a Magyar Állami Földtani Intézetbe. A leletek valószínűleg holocén koriak, valószínűleg a középkornál nem idősebbek a cseréptöredék alapján meghatározva. Az anyag pontos korát nem lehetett meghatározni a közömbös faunaösszetétel és a leletek megtartása miatt. A faunája olyan, mint a Vecsem-forrástól nem messze található fosszilis forrásszáj faunája.

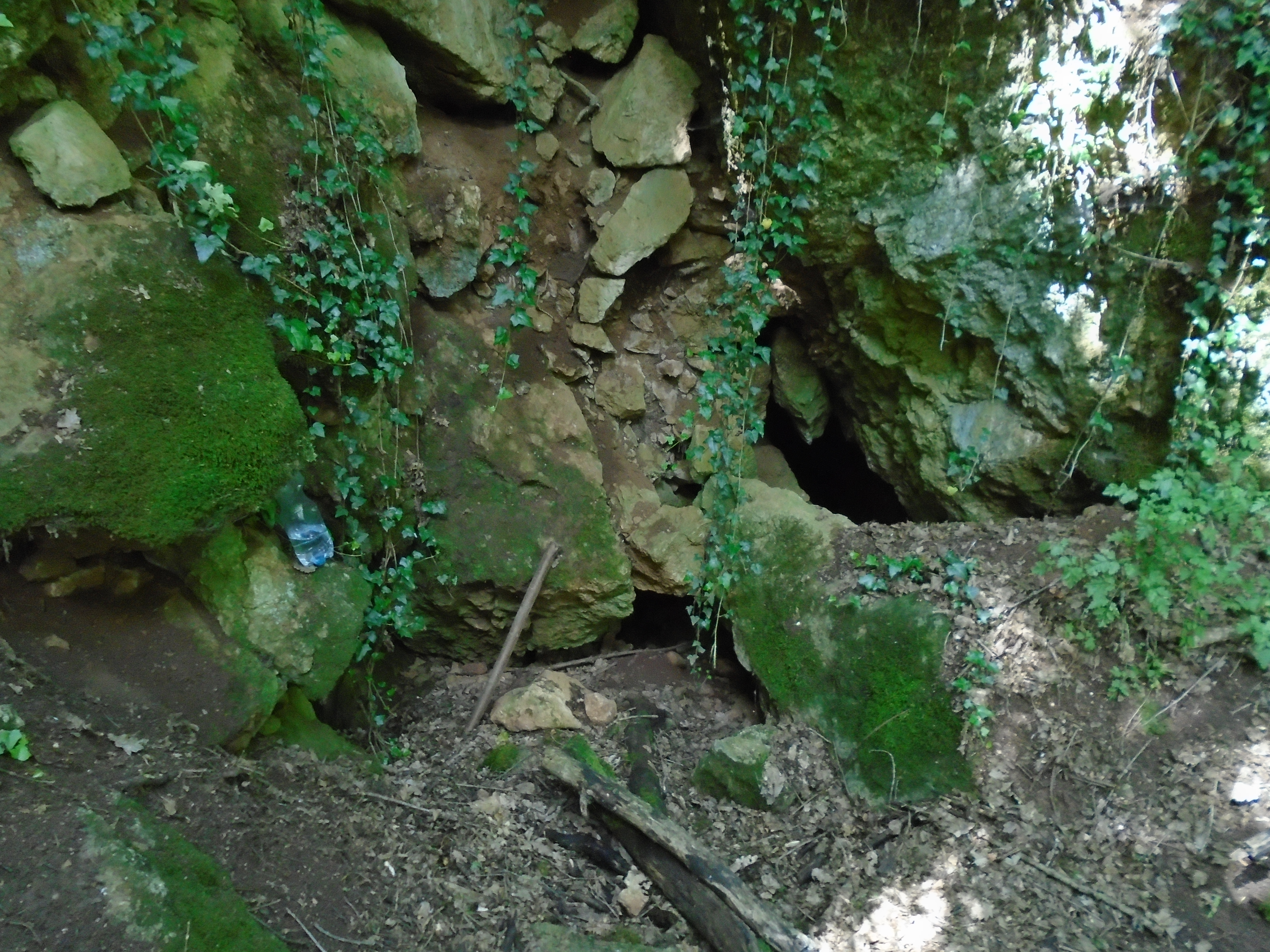
A Vecsem-forrásbarlang bejárata

Az 1976. évi MKBT Beszámolóban kiadott, Jánossy Dénes által írt jelentésben meg van említve, hogy 1976-ban előkerült szórvány őslénytani lelet az Aggteleki-karszton lévő, Vecsemforrás barlangja nevű barlangból (Csernavölgyi László). A VMTE Központi Barlangkutató Csoportnak 1976-ban volt kutatási engedélye a Vecsem-forrás rendszerének kutatásához. A VMTE Tektonik Barlangkutató Csoport 1976 nyarán kibontotta a forrás száját kb. 8–10 m hosszan. A járat végén a mennyezetet alátámasztó és a mennyezetet alkotó, nagy kőtömbök miatt a munka életveszélyes lett. A feltárt járat az ekkor nagyon alacsony vízállásra csökkent patak felett 30–60 cm-re haladt. A feltárást a végponti mennyezet aláhajlása miatt kellett befejezni.
Az 1976. évi MKBT Beszámolóban napvilágot látott, Kordos László által írt jelentésben szó van arról, hogy a Vecsem-forrás barlangjának feltárásával a Csernavölgyi László vezette VMTE Tektonik Barlangkutató Csoport foglalkozik. Az eltömődött forrásszájból Törő László gyűjtött 1975-ben 2,3 m mélyről üledékmintát és csontmaradványokat. Ezek holocén koriak voltak. 1976-ban Csernavölgyi László és Kordos László talajmintát vettek a barlangból. A talajminták vizsgálata megerősítette az előző évi kormeghatározási eredményeket. 1976-ban meg lettek határozva a barlangból különböző csigák, hal, erdei béka, kecskebéka, gyík, közönséges lábatlangyík, kígyó, különböző madárfajok, vakond, egér, erdei pele, erdei pocok és patkányfogú pocok. Szabó Miklós és Csöndör Gyula (a VMTE Tektonik Barlangkutató Csoport tagjai) 1976 júliusában felmérték a barlangot, majd Szabó Miklós a felmérés adatainak felhasználásával megszerkesztette a barlang alaprajz térképét és 4 keresztmetszet térképét.
Az 1977. január 30-án készült, a barlang 1975. augusztusi bejárásán alapuló szpeleográfiai terepjelentésben össze vannak keverve a Vecsem-forrásbarlangról és a Vecsem árvízi forrásszájról szóló információk. A terepjelentésben az olvasható, hogy az 5452/69 barlangkataszteri számú Vecsem-forrás-barlangnak Bódvaszilason, Bódvaszilastól ÉK-re 1,6 km-re, a Vecsem-forrástól ÉNy-ra 20 m-re, kb. 180 m tengerszint feletti magasságban, sziklakapuban van a sziklahasadék jellegű bejárata. 1974. novemberben fedezte fel a barlangot a VM Tektonik Barlangkutató Csoport. A barlang leginkább vízszintes jellegű. Inaktív forrásszáj. A barlangnak 14 m az alaprajzi hossza, 14 m a hossza a valóságban, 9 m a vízszintes kiterjedése és 5 m a függőleges kiterjedése. A sok kitöltőanyag kőtörmelékből és agyagból áll. Az ásatásra alkalmas terület 5 m². A barlang feltárása közben előkerült egy cseréptöredék, amely Kemenczei Tibor meghatározása szerint késő bronzkori, az i. e. 10. századból származik. A lelet a Magyar Nemzeti Múzeumban található.
A VMTE Tektonik Barlangkutató Csoport 1978-ban készített egy olyan fényképet, amelyen a Vecsem-forrás-barlang bejárata figyelhető meg. A fénykép a csoport 1978. évi jelentésében megtalálható. 1983-ban a VMTE Központi Csoport árvízi törmeléket távolított el a Vecsem-forrásnál. Az 1984-ben kiadott, Magyarország barlangjai című könyv országos barlanglistájában szerepel az Aggteleki-karszton lévő Vecsem-forrásbarlang nevénél, hogy a forrásbarlang két névváltozata a Vecsem-forrás árvízi forrásszája és a Papkerti forrás ősi kitörési helye. A listához kapcsolódóan látható az Aggteleki-karszt és a Bükk hegység barlangjainak földrajzi elhelyezkedését bemutató 1:500 000-es méretarányú térképen a barlang földrajzi elhelyezkedése. A VMTE Központi Barlangkutató Csoport a Vecsem-forrásnál 1984-ben végzett állagbiztosítást és medertisztítást. Eltávolította az áradások hordalékát.
1995 óta az Aggteleki-karszt és a Szlovák-karszt többi barlangjával együtt a világörökség része a Vecsem-forrásbarlang. Nyerges Miklós 1996-ban megrajzolta a forrásbarlang alaprajz térképét, de a térképen a Vecsem-árvizi forrásszáj név látható. Az 1998-ban napvilágot látott, Az Aggteleki Nemzeti Park című könyvben az van írva, hogy a Vecsem-forrás mögött feltételezett patakos járatokba sem a víznyelőkből, sem a forrás felől nem sikerült bejutni. A forrás patakos rendszere feltárásra vár. A Vecsem-forrás rendszerének csak rövidebb-hosszabb befolyási és torkolati szakasza lett feltárva a víznyelőkön át eltűnő patak és a forrásokban felszínre lépő víz útját követve.
A Vecsem-forrásbarlang 2002-ben készült nyilvántartólapja szerint a vázlatosan felmért barlang 10 m hosszú, 2 m függőleges kiterjedésű, 2 m mély és 10 m vízszintes kiterjedésű. Bejárata függőleges tengelyirányú. A bejárat 185 m tengerszint feletti magasságban (kb. 185 m tengerszint feletti magasságban) helyezkedik el. Triász mészkőben, kifolyó víz hatására alakult ki a forrásbarlang. Késő bronzkori edénytöredékek kerültek elő belőle. A barlangot 1968-ban fedezte fel a Toldi Barlangkutató Csoport, majd 1974. novemberben a Tektonik Barlangkutató Csoport. Az 1959. szeptemberi Karszt- és Barlangkutatási Tájékoztatóban jelent meg a barlang első említése. Alapfelszereléssel és szabadon látogatható a Vecsem-forrásbarlang.
Az Aggteleki Nemzeti Park Igazgatóság működési területén lévő, 5452/69 nyilvántartási számú Vecsem-forrásbarlang, 2006. február 28-tól, a környezetvédelmi és vízügyi miniszter 8/2006. KvVM utasítása szerint, megkülönböztetett védelmet igénylő barlang. Az Aggteleki Nemzeti Park Igazgatóság működési területén lévő és 5452-69 kataszteri számú Vecsem-forrásbarlang, 2012. február 25-től, a vidékfejlesztési miniszter 4/2012. (II. 24.) VM utasítása szerint, megkülönböztetetten védett barlang. Szabó Zoltán 2014. májusban megrajzolta a barlang alaprajz térképét, hosszmetszet térképét és keresztmetszet térképét. A térképek elkészítéséhez Kovács Richárd, Szabó Zoltán és Szabó R. Zoltán mérték fel a barlangot. A térképlap szerint a barlang Bódvaszilason található. A térképeken látható a barlang végén lévő szifon.
A Vecsem-forrásbarlang 2016-ban készült nyilvántartólapja szerint Komjáti külterületén, hegyoldalban, a hegy lábánál, erdőben lévő sziklakibúvásban, 167 m tengerszint feletti magasságban van a Vecsem-forrásbarlang bejárata. A kéziratban az is olvasható, hogy kb. 185 m tengerszint feletti magasságban van a bejárat. A barlang hossza 20 m, függőleges kiterjedése 2 m, mélysége 2 m, vízszintes kiterjedése pedig 10 m. Kifolyó víz, karsztvízszint alatti oldódás, korrózió hatására jött létre a barlang. Késő bronzkori edénytöredékek kerültek elő belőle. A karsztvízszintet nem éri el.
Az Alsó-hegy karsztjelenségeiről szóló, 2019-ben kiadott könyvben az olvasható, hogy a Vecsem-forrásbarlang (Vecsemforrás) 20 m hosszú és 2 m mély. A barlang azonosító számai: Szlovákiában 077, Magyarországon 5452/69. A könyvben publikálva lett a barlang 1996-ban készült alaprajz térképe. A barlangot Nyerges Miklós ismeretlen időpontban mérte fel, majd Nyerges Miklós ismeretlen időpontban, a felmérés adatainak felhasználásával megrajzolta a barlang térképét. A térképet Luděk Vlk 2017-ben digitalizálta. A kiadványhoz mellékelve lett az Alsó-hegy részletes térképe. A térképet Luděk Vlk, Mojmír Záviška, Ctirad Piskač, Jiřina Novotná, Miloš Novotný és Martin Mandel készítették. A térképen, amelyen fekete ponttal vannak jelölve a barlangok és a zsombolyok, látható a Vecsem-forrásbarlang (5452/69, 077) földrajzi elhelyezkedése. A 2021. évi MKBT Tájékoztatóban megjelent helyesbítés szerint a 2020. évi MKBT Tájékoztatóban közölt információ hibás, mert a Pócsakői-víznyelőben elnyelődő víz nem a Meteor-forrásban, hanem a Vecsem-forrásban jelenik meg.